# The Indian Mail
The Indian Mail (auch als Malle des Indes bezeichnet, auf Deutsch: Indische Post) war eine zwischen 1839 und 1939 bestehende Postverbindung zwischen dem Vereinigten Königreich und Britisch-Indien. Sie war vor Einführung der Telegrafie die schnellste Möglichkeit der Kommunikation mit der wichtigsten Kolonie des British Empire.

## Geschichte

### Vorgeschichte
Die Kronkolonie Britisch-Indien mit der Hauptstadt Kalkutta (Kolkata) war die größte und wichtigste britische Kolonie. Ende des 18. Jahrhunderts benötigten die rund um Afrika und das Kap der guten Hoffnung verkehrenden Segelschiffe der East India Company, die zu dieser Zeit das Handelsmonopol mit Indien besaß, jedoch fast sechs Monate. Versuche, den Postverkehr durch das Mittelmeer und über verschiedene Landrouten durch das nominell zum Osmanischen Reich gehörende Ägypten oder durch das ebenfalls osmanische Mesopotamien zu führen und damit zu beschleunigen, waren nicht von Dauer. Sie scheiterten an Überfällen von Korsaren aus den Barbareskenstaaten oder von arabischen Beduinen, den Konflikten zwischen den lokalen ägyptischen Mamlukenherrschern und der Hohen Pforte sowie der generell unsicheren politischen Lage in den zu passierenden Teilen des Osmanischen Reichs.
Nachdem 1819 erstmals ein Dampfschiff den Atlantik überquert hatte, wurden Pläne entwickelt, den Postverkehr zwischen Großbritannien und Indien mit Dampfern zu beschleunigen. Eine 1825 durchgeführte Versuchsfahrt mit einem speziell gebauten Dampfer benötigte immerhin nur noch 113 Tage für die Fahrt von London über das Kap der guten Hoffnung nach Kalkutta. Deutlich schneller wäre jedoch eine Verbindung über das Mittelmeer und das Rote Meer gewesen. Ein Ausschuss des britischen Unterhauses empfahl daher 1834 eine Verlängerung der bislang zwischen London und Malta bestehenden Postdampferlinie der Admiralität und eine Verbesserung des Dampferverkehrs zwischen Suez und Indien. Noch ab dem gleichen Jahr verkehrte ein regelmäßiger Dampferdienst der East India Company zwischen Bombay und Suez, nachdem bereits ab 1828 unregelmäßig Dampfer auf dieser Route eingesetzt worden waren. Der Landtransport durch Ägypten und der Weitertransport durch das Mittelmeer lag jedoch zunächst weiter in der Hand verschiedener Anbieter. Einzelne wagemutige Privatunternehmer übernahmen auch parallel dazu Postdienste. Einer von ihnen, Thomas Fletcher Waghorn, schaffte es 1835, einen Posttransport zwischen Falmouth und Bombay in 65 Tagen durchzuführen und damit die 85 Tage, die die kombinierte Verbindung der Dampfer der Admiralität und der East India Company durchschnittlich benötigten, deutlich zu unterbieten.

### Einrichtung der Indian-Mail-Verbindung
1837 etablierte sich eine französische Dampferlinie zwischen Marseille und Alexandria. Daraufhin schloss das Vereinigte Königreich mit Frankreich einen Vertrag über die Einrichtung einer Postverbindung quer durch Frankreich nach Marseille und weiter per Dampfer nach Alexandria ab. Immer noch waren damit jedoch verschiedene Anbieter in den Postverkehr eingebunden. 1840 wurde schließlich durch die Royal Mail ein Postdampferverkehr zwischen London und Alexandria ausgeschrieben, der auch Passagiere befördern sollte. Die Peninsular and Oriental Steam Navigation Company (P&O) erhielt den Auftrag, verbunden mit der Auflage, ab 1842 auch eine Verbindung zwischen Suez und Kalkutta einzurichten. Damit lag fast der gesamte Postverkehr nach Indien in der Hand der P&O. Lediglich der Landtransport in Ägypten wurde weiterhin von diversen Privatunternehmern erbracht, da die britische Regierung aus politischen Gründen hier keine Verträge vergeben wollte. Die P&O richtete ab 1842 jedoch eigene Verbindungen zwischen Alexandria und Suez ein. Die Post wurde mit Esel- und Kamelkarawanen befördert, die Passagiere mit kleinen Dampfern über den Mahmudiyakanal und den Nil. Seit dieser Zeit etablierten sich in Kairo erste Hotels mit europäischem Standard, wie das 1841 gegründete Shepheard’s Hotel. 1846 unterstellte jedoch der ägyptische Herrscher Muhammad Ali Pascha den gesamten Indienverkehr durch Ägypten seiner eigenen Verwaltung. Die P&O musste sich damit arrangieren.
In Indien existierte bis 1852 noch keine Eisenbahn. Die Weiterbeförderung der Post von Bombay nach Kalkutta, das bis 1911 die Hauptstadt von Britisch-Indien war, übernahm nach Einführung der ersten Postdampferverbindungen in den 1839er Jahren aufgrund der im Inneren des Landes unzureichenden Wegeverbindungen zunächst eine Läuferstafette; jeder Läufer transportierte zwei Postsäcke. Rudyard Kipling verewigte diese gefährliche, durch Tiger und Thuggee bedrohte Postbeförderung in seinem Gedicht The Overland Mail. Schrittweise ersetzten mit dem allmählichen Ausbau des Straßennetzes Mail Carts, leichte, zweirädrige und mit einer Troika bespannte Wagen, die Läufer.

### Umstellung auf die Eisenbahn

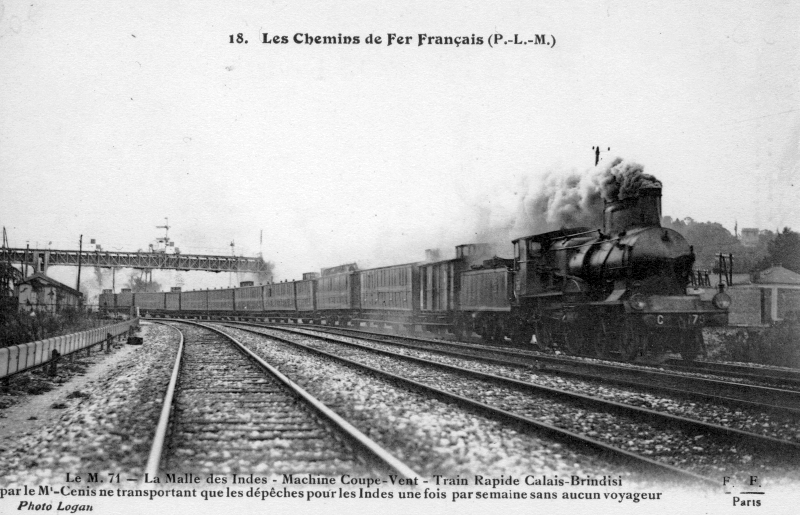
Postzug der Malle des Indes auf der Strecke der PLM zwischen Paris und Modane

Am 12. August 1839 verließ die offizielle Indienpost erstmals London, um den neuen, dank des Vertrags mit Frankreich möglichen Landweg über Calais nach Marseille zu nehmen und damit die zeitaufwendige Dampferfahrt über Gibraltar einzusparen. Jeweils ein britischer Kurier begleitete die einmal pro Monat transportierte Post, die in den ersten Jahren noch per Kutsche bis Marseille befördert wurde. Ab 1843 waren dafür zwischen Calais und Marseille 72 Stunden Fahrtzeit vorgesehen, nachdem entlang der Strecke gesonderte Depots für die Malle des Indes eingerichtet worden waren. Bereits 1844 war in England der Transport zwischen London und Folkestone per Bahn möglich geworden. Ab 1847 war der Weitertransport per Bahn ab Boulogne möglich. 1855 konnte die letzte Lücke in der Schienenverbindung zwischen Calais und Marseille geschlossen werden. Die französische Postverwaltung hielt seitdem zwei speziell für die Malle des Indes gebaute Bahnpostwagen vor. Erst ab 1864 konnte jedoch in Paris auf den Transport per Kutsche zwischen Gare du Nord und Gare de Lyon verzichtet werden, seitdem verkehrten die Postzüge in Paris durchgehend über die Petite Ceinture.
Zuvor hatte es in den 1840er Jahren Versuche gegeben, in Konkurrenz zur P&O und zur Verbindung durch Frankreich die indische Post über Belgien und Deutschland zu befördern. Zwischen Ostende und Köln bestand bereits seit Oktober 1843 eine durchgehende Bahnverbindung, ab Köln wurden Dampfer auf dem Rhein genutzt, ab Mannheim wurden Kutschen über Ulm, den Fernpass, Innsbruck und den Brennerpass nach Triest eingesetzt. Zeitweise wurde auch eine Führung ab Triest über Wien und die Kaiser Ferdinands-Nordbahn sowie die 1848 fertiggestellte Verbindung zur Oberschlesischen Eisenbahn und damit zum preußischen Eisenbahnnetz erwogen, jedoch blieb es letztlich bei der Verbindung der Malle des Indes durch Frankreich.
Ab 1858 bestand auch in Ägypten eine durchgehende Eisenbahnverbindung zwischen Alexandria und Suez, die sogleich für die indische Post genutzt wurde, obgleich ein Teil des Postverkehrs noch bis 1888 auf dem Landweg durch Ägypten befördert wurde. In Indien ging 1852 mit der Strecke von Bombay bis Thane die erste Eisenbahn in Betrieb. Sie wurde von der Great Indian Peninsula Railway betrieben, die schrittweise weiter in Richtung Kalkutta baute. 1854 ging am östlichen Ende des Subkontinents der erste Abschnitt der Strecke von Howrah, gegenüber von Kalkutta am westlichen Ufer des Ganges gelegen, in Betrieb. 1855 wurde Raniganj erreicht. Erbaut wurde diese Strecke von der East Indian Railway, die ihre Strecke jedoch nicht nach Westen in Richtung Bombay, sondern im dichtbesiedelten Gangestal nach Nordwesten in Richtung Delhi vorantrieb, das 1864 erreicht wurde. Teils per Eisenbahn und teils per Mail Carts befördert benötigte die Post zwischen Bombay und Kalkutta in diesem Jahr fünf Tage und zehn Stunden. Erst 1870 konnte der letzte Abschnitt der durchgehenden Verbindung zwischen Bombay und Kalkutta über Bhusawal, Jabalpur, Allahabad und Kiul eingeweiht und die Beförderung mit Mail Carts zwischen beiden Städten endgültig beendet werden. Seitdem verkehrten die Postzüge durchgehend über diese Strecke.

### Weitere Entwicklung
Ab 1865 existierte eine durchgehende telegrafische Verbindung zwischen Großbritannien und Indien. Die Postbeförderung besaß dennoch mit dem zunehmenden Ausbau der Verwaltung in Britisch-Indien und der damit wachsenden Anzahl britischer Beschäftigter und ihrer Familien weiterhin eine hohe Bedeutung. Vier Jahre später konnte der Suezkanal eingeweiht werden. Damit entfiel die zweimalige Umladung in Alexandria und Suez zugunsten der neu eingeführten direkten Postdampferverbindung bis Bombay. In späteren Jahren wurden jedoch ab 1898 zwischen Brindisi und Port Said spezielle Schnelldampfer zur Postbeförderung eingesetzt, die gegenüber den langsameren durchgehenden Postdampfern von Marseille über Brindisi, Port Said und den Suezkanal trotz der zusätzlichen Umladung eine Beschleunigung zwischen London und Bombay um zwei Tage von 17 auf 15 Tage ermöglichten.
Ebenfalls ab 1869 lief ein Teil des Postverkehrs nicht nach Marseille, sondern über die mit dem System Fell betriebene Mont-Cenis-Bahn, die zur Überbrückung des in Bau befindlichen Mont-Cenis-Eisenbahntunnels erbaut worden war, nach Italien und dort weiter bis nach Brindisi. Der Deutsch-Französische Krieg und vor allem die Einschließung von Paris durch die deutschen Armeen unterbrach den Transport durch Frankreich und die Royal Mail wich ab Oktober 1870 auf die Beförderung über Belgien und Deutschland nach Italien via Brennerpass aus. Nach Kriegsende konnte ab 1872 wieder die ursprüngliche Route durch Frankreich genutzt werden. Der Mont-Cenis-Tunnel war 1871 eröffnet worden; seitdem verkehrte der Indian Mail einmal pro Woche durchgehend zwischen Calais und Brindisi.
Ab 1880 verzichtete die Royal Mail vollständig auf die bis dahin noch praktizierte Beförderung eines Teils der Post per Dampfer ab Southampton über Gibraltar bis Alexandria und verlagerte den gesamten Postverkehr auf die Eisenbahn zwischen Calais und Brindisi. 1911 kam es aufgrund des Italienisch-Türkischen Kriegs vorübergehend zu einer Unterbrechung des Verkehrs über Brindisi. Die Royal Mail ließ die Post über Belgien und Deutschland zum österreichischen Hafen Triest befördern. Nach Ende des Kriegs kehrte die Indian Mail wieder auf ihre angestammte Route über Brindisi zurück.
Der Ausbruch des Ersten Weltkriegs beendete 1914 den Verkehr der Malle des Indes durch Frankreich und Italien. Bis 1919 beförderte die Royal Mail die Indienpost ausschließlich auf dem Seeweg. Am 2. Januar 1919 verkehrte erstmals wieder ein Postzug durch Frankreich, jedoch nun mit dem Ziel Marseille. Die Route nach Brindisi blieb dauerhaft eingestellt. In den 1920er Jahren stieg die Anzahl an Postsendungen deutlich an, so dass 1930 neue stählerne Postwagen für den französischen Teil der Malle des Indes in Dienst gestellt wurden. In den 1930er Jahren beförderte der Zug rund 6000 Postsäcke pro Woche, hinzu kam in Marseille weitere Post aus Mitteleuropa. Der Postzug wurde daher in zwei Teilen geführt. Dennoch machte sich zunehmend die Konkurrenz des Luftverkehrs bemerkbar. Bereits 1929 hatten die Imperial Airways eine erste Flugverbindung von England nach Britisch-Indien eingerichtet, die bis Karatschi siebeneinhalb Tage benötigte und damit die Zeiten der Postbeförderung per Zug und Schiff um mehr als die Hälfte unterbot. Bereits 1938 wurde die gesamte Expresspost per Flugzeug befördert. Der Beginn des Zweiten Weltkriegs beendete schließlich die Geschichte der Indian Mail per Zug und Schiff, nach dem Krieg verlagerte sich der Postverkehr vollständig auf den Luftweg.

## Fahrgastbeförderung
Ursprünglich war für die Postbeförderung des Indian Mail per Zug durch Frankreich und später Italien die Mitnahme von Fahrgästen nicht vorgesehen gewesen. Zwar beschloss man Anfang 1871 die Einführung eines direkten Postzugs mit Fahrgastbeförderung zwischen Ostende und Brindisi, mit der Eröffnung des Mont-Cenis-Tunnels war diese Planung jedoch obsolet geworden. Ab 1876 führte der Postzug zwischen Bologna und Brindisi jedoch einen Schlafwagen der von George Mortimer Pullman gegründeten italienischen Pullman-Gesellschaft, mit der die Società per le Strade Ferrate Meridionali (SFM), der dieser Streckenabschnitt gehörte, einen Exklusivvertrag abgeschlossen hatte. In Konkurrenz zu Pullman versuchte die CIWL von Georges Nagelmackers ebenfalls einen Schlafwagen nach Brindisi zu führen, scheiterte jedoch an der Ablehnung durch die SFM. Sie konnte lediglich ab 1879 einen Schlafwagen auf dem Abschnitt zwischen Calais und Bologna einsetzen. Nur wenige Fahrgäste nutzten daher die Möglichkeit, ihre Reise nach Indien mittels Eisenbahn zu beschleunigen, zu unbequem waren die mehrfachen Umstiege und die damit verbundenen Zollkontrollen. Mitte der 1880er Jahre verkaufte Pullman jedoch seine Gesellschaft an die CIWL. Es war ihm nicht gelungen, in Konkurrenz zur CIWL nennenswert weitere Verträge über Schlafwagenverkehre mit anderen europäischen Bahngesellschaften abzuschließen und er hatte daher das Interesse an seiner italienischen Tochterfirma verloren. Damit konnte die CIWL ab 1886 einen durchgehenden Schlafwagen zwischen Calais und Brindisi in den Indian Mail einstellen. Die Zollkontrollen wurden vereinfacht, indem das große Gepäck der Schlafwagenfahrgäste in Dover unter Zollverschluss kam und lediglich das Handgepäck unterwegs visitiert wurde.
Ab 1890 führte die CIWL in Abstimmung mit der P&O den neuen Peninsular-Express exklusiv für die Passagiere der P&O nach Indien zwischen Calais und Brindisi ein. Der Malle des Indes verlor damit wieder die Personenbeförderung, es verblieben lediglich die begleitenden Beamten der beteiligten Postgesellschaften im Zug. Bei hohem Postaufkommen führte der Peninsular-Express je nach Bedarf noch zusätzliche Bahnpostwagen. Ab 1897 verkehrte außerdem der Bombay-Express zwischen Calais und Marseille, den die CIWL ebenfalls exklusiv für P&O-Passagiere anbot. In Marseille bestand Anschluss an die direkten Postdampfer nach Indien über Brindisi und Alexandria.

## Verfahren
Einmal wöchentlich startete der Dienst The Indian Mail in London. Er beförderte Postsendungen, die im gesamten Vereinigten Königreich gesammelt worden waren sowie Post, die aus Amerika kam und nach Indien weitergeleitet wurde. Jede Woche handelte es sich um mehrere tausend Postsäcke. Die Beförderung verlief über folgende Stationen:
1. Ausgangspunkt war das General Post Office in London. Dort wurden die Briefe und Pakete nach Britisch-Indien gesammelt und am Freitag Abend zum Bahnhof Cannon Street gefahren, wo ein Postzug bereitstand.
2. Der Postzug fuhr nach Dover, wo die Sendungen auf ein Schiff umgeladen wurden.
3. Das Schiff fuhr die Post nach Calais, wo sie zum dritten Mal umgeladen wurde.
4. In Calais stand für diesen Service ein besonderer, nach Brindisi durchgehend verkehrender Postzug bereit. Er bestand aus französischen Bahnpostwagen. Die Wagen mit den in Frankreich aufgegebenen Postsendungen nach Indien waren, wenn das Schiff aus England eintraf, bereits beladen. Der Zug nutzte Strecken der Compagnie des chemins de fer du Nord und der Compagnie des chemins de fer de Paris à Lyon et à la Méditerranée (PLM). Paris wurde auf der Grande Ceinture umfahren. Der Zug fuhr durch den Mont-Cenis-Tunnel und in Turin übernahm ihn die Ferrovia Adriatica (Adriatische Eisenbahn) bis Brindisi. Hier kam die Post aus dem übrigen Kontinentaleuropa zu dem Kontingent hinzu, das mit dem Zug aus Calais eingetroffen war.
5. Zum vierten Mal wurde die Post aus London nun umgeladen und zwar auf einen der beiden dafür von der Peninsular & Oriental Steam Navigation Co. Ltd. (P&O) vorgehaltenen Schnelldampfer Isis oder Osiris. Diese beförderten die Post nach Port Said.
6. In Port Said wurde die Post erneut umgeladen und zwar auf das im Linienverkehr fahrende Schiff von Großbritannien über Marseille, Port Said, Suez-Kanal, Aden nach Bombay (heute: Mumbai). In Aden wurde letzte Post nach Indien übernommen, die überwiegend von Schiffen dort abgegeben wurde, die aus Ländern kamen, aus denen bisher noch keine Post den Sammeltransport erreicht hatte. Auf der mehrtägigen Fahrt zwischen Aden und Bombay wurden alle Postsäcke geöffnet und die gesamte Post entsprechend den Adressen in Indien sortiert und in entsprechende Postsäcke umgefüllt.
7. Im Hafen von Bombay übernahmen Leichter der Royal Mail die Postsendungen und brachten sie an Land.
8. Am Kai wurde die Post, soweit sie nicht für Bombay und Umgebung bestimmt war, erneut auf die Bahn umgeladen. Dafür stand im Victoria Terminus der Postzug nach Kalkutta bereit. Außer den Bahnpostwagen führte er nur noch einen Schlafwagen 1. Klasse und einen Speisewagen. Für seine Fahrt nutzte er Hauptstrecken der Great Indian Peninsula Railway und der East Indian Railway. Es dauerte 40:25 Stunden, bis der Zug den Bahnhof Howrah (Kalkutta) erreichte.

Insgesamt dauerte diese Beförderung zwischen London und Kalkutta um 1905 knapp zwei Wochen.